# Алиби (фильм, 1937)
А́либи (фр. L'alibi) — французский фильм-детектив 1937 года, поставленный режиссером Пьером Шеналем с Эрихом фон Штрогеймом и Луи Жуве в главных ролях.

## Сюжет
Телепат, профессор Винклер, который только что убил человека, создает себе алиби с помощью тренера, которому предлагает большие деньги. Комиссар Калас, начальник полиции, убеждён, что молодая женщина лжёт, и, чтобы заставить её признаться, он посылает Андре Лорана, молодого инспектора, разыграть ей комедию любви. Инспектор втягивается в игру, молодая женщина прощает его, а убийца совершает самоубийство.